# Nova Guarita
Nova Guarita là một đô thị thuộc bang Mato Grosso, Brasil. Đô thị này có diện tích 1087,31 km², dân số năm 2007 là 5054 người, mật độ 4,65 người/km².